# Byasa latreillei
Byasa latreillei es una especie de mariposas de la familia de los papiliónidos.